# Vanavond komt ze naar mij
Vanavond komt ze naar mij is een nummer van de Nederlandse muzikant Adriaan Persons uit 2023.
"Vanavond komt ze naar mij" is Persons' eerste solosingle. Persons zei zelf dat het nummer "haast zichzelf leek te schrijven, zo snel ging het. Gelijk voelde ik heel sterk: deze song ga ik zelf zingen en onder mijn eigen naam uitbrengen". Het nummer bereikte de Nederlandse Top 40 of Tipparade niet, wel kwam het tot de 44e positie in de Nationale Airplay Top 50.

## Tracklijst
Muziekdownload
1. "Vanavond komt ze naar mij" - 3:08